# Pseudomogoplistes
Pseudomogoplistes is een geslacht van rechtvleugeligen uit de familie Mogoplistidae. De wetenschappelijke naam van dit geslacht is voor het eerst geldig gepubliceerd in 1984 door Gorochov.

## Soorten
Het geslacht Pseudomogoplistes omvat de volgende soorten:
- Pseudomogoplistes byzantius Gorochov, 1995
- Pseudomogoplistes madeirae Gorochov & Marshall, 2001
- Pseudomogoplistes squamiger Fischer, 1853
- Pseudomogoplistes turcicus Gorochov, 1995
- Pseudomogoplistes vicentae Gorochov, 1996